# Hijala
Hijala (arab. هيالة) – wieś w Syrii, w muhafazie Aleppo, w dystrykcie Ajn al-Arab. W 2004 roku liczyła 294 mieszkańców.